# Liste der Kulturgüter in Saas-Balen
Die Liste der Kulturgüter in Saas-Balen enthält alle Objekte in der Gemeinde Saas-Balen im Kanton Wallis, die gemäss der Haager Konvention zum Schutz von Kulturgut bei bewaffneten Konflikten, dem Bundesgesetz vom 20. Juni 2014 über den Schutz der Kulturgüter bei bewaffneten Konflikten sowie der Verordnung vom 29. Oktober 2014 über den Schutz der Kulturgüter bei bewaffneten Konflikten unter Schutz stehen.
Objekte der Kategorien A und B sind vollständig in der Liste enthalten, Objekte der Kategorie C fehlen zurzeit (Stand: 1. Januar 2023).

## Kulturgüter
| Foto |                                                                        | Objekt                                      | Kat. | Typ | Standort                        | Beschreibung |
| ---- | ---------------------------------------------------------------------- | ------------------------------------------- | ---- | --- | ------------------------------- | ------------ |
| ja   | Datei hochladen · Wikidata zu Rundkirche Mariä Himmelfahrt (Q29573893) | Rundkirche Mariä Himmelfahrt KGS-Nr.: 06967 | A    | G   | Kirchweg 2 637710 / 111452      |              |
| ja   | Datei hochladen · Wikidata zu Kapelle St. Antonius (Q606914)           | Kapelle St. Antonius KGS-Nr.: 06969         | B    | G   | St. Antoniweg 4 638056 / 109775 |              |